# Daniel Armand-Delille
Daniel Armand-Delille, född 28 juli 1906 i Maillebois, död 1957 i  New York, var en bobåkare ifrån Frankrike. Han deltog vid olympiska vinterspelen 1932 i Lake Placid i tvåmansbob och placerade sig på plats nummer 11.

## Fotnoter
1. 1 2  Roglo, person-ID på Roglo: p=daniel;n=armand+delille.[källa från Wikidata]
2. ↑  Sports-Reference.com, Sports Reference-ID (arkiverad): ar/daniel-armand-delille-1, läst: 9 oktober 2017.[källa från Wikidata]
3. ↑  läs online, www.olympedia.org .[källa från Wikidata]
4. ↑  Sports-Reference.com, läs online, läst: 20 januari 2016.[källa från Wikidata]